# Ballan-Miré
Ballan-Miré je jugozahodno predmestje Toursa in občina v osrednjem francoskem departmaju Indre-et-Loire regije Center. Leta 2009 je naselje imelo 8.152 prebivalcev.

## Geografija
Kraj leži v pokrajini Touraine 11 km od središča Toursa.

## Uprava
Ballan-Miré je sedež istoimenskega kantona, v katerega so poleg njegove vključene še občine Berthenay, Druye, La Riche, Saint-Genouph, Savonnières in Villandry s 24.243 prebivalci.
Kanton Ballan-Miré je sestavni del okožja Tours.

## Zanimivosti
- cerkev sv. Venancija iz 12. do 16. stoletja;